# セレス (インターネット関連企業)
株式会社セレスは、東京都渋谷区に本社を置く、インターネットマーケティングを中心に事業を展開する日本の企業。国内最大級のポイントサイト「モッピー」を運営する。

## 概要
「インターネットマーケティングを通じて豊かな世界を実現する」を経営理念に掲げ、ポイント、D2C、DX、暗号資産、ブロックチェーン、投資育成などの事業を展開。
主な運営サービスとして、ポイントサイト「モッピー」やASP「AD.TRACK」、暗号資産販売所「CoinTrade」、暗号資産取引所「ビットバンク」があげられる。
2016年より株式会社ゆめみを持分法適用会社化、2018年に子会社化しており、インターネット上の価値提供のみならず、現実世界の価値提供も視野に入れたO2O（Online to Offline）ビジネス領域にも注力。

## 沿革
- 2005年1月28日 - 株式会社セレスを東京都渋谷区に設立
- 2005年05月 - フィーチャーフォン向けメディアとしてポイントサイト「モッピー」のサービスを開始
- 2007年12月 - 東京都港区に本社移転
- 2010年04月 - パソコン版ポイントサイト「モッピー」のサービスを開始
- 2010年11月 - 採用課金型のアルバイト求人メディア「モッピージョブ（現：モッピーバイト）」のサービスを開始
- 2013年12月 - ファイブゲート株式会社より「モバトク通帳」事業を譲受
- 2014年10月 - 東京証券取引所マザーズ上場
- 2015年02月 - 株式会社オープンキューブより「お財布.com」事業を買収と発表[4]
- 2016年06月 - 株式会社ゆめみと資本業務提携（持分法適用関連会社化）
- 2016年12月 - 東京証券取引所第一部に市場変更
- 2017年07月 - ビットバンク株式会社と資本業務提携（持分法適用関連会社化）[5]
- 2017年09月 - 仮想通貨取引事業を行う子会社、株式会社マーキュリー (暗号資産交換業者)を設立[6]
- 2017年12月 - 本社を東京都世田谷区 用賀に移転[7]
- 2018年03月 - 株式会社イッカツより「Oh!Ya」事業、「持ち家計画」事業を譲受
- 2018年03月 - 株式会社ユービジョンより「資金調達プロ」事業を譲受
- 2018年06月 - 株式会社ゆめみの子会社化に伴い連結決算を開始[8]
- 2018年12月 - 「モバトク」を「モッピー」に統合
- 2020年01月 - 「お財布.com」を「モッピー」に統合
- 2020年07月 - フリーランス向け資金調達支援「nugget（ナゲット）」のサービスを開始[9]
- 2020年07月 - ポイントサイト「モッピー」のスマートフォン版アプリ配信開始[10]
- 2021年02月 - 子会社の株式会社マーキュリーが暗号資産交換業者登録[11]
- 2021年03月 - 子会社の株式会社マーキュリーが暗号資産販売所「CoinTrade（コイントレード）」を開業[12]
- 2021年03月 - CVR向上支援チャットボット「Chap」・離脱防止ツール「Lip」サービス開始
- 2021年07月 - ギグワーカー向け資金繰り支援プラットフォーム「nuggetPay（ナゲットペイ）」サービス開始[13]
- 2021年10月 - studio15株式会社を子会社化[14]
- 2021年11月 - ポイントサイト「モッピー」でSDGs寄付プラットフォーム「モッピー×SDGs」を開始[15]
- 2021年12月 -「モッピーバイト」事業を株式会社アドヴァンテージへ譲渡[16]
- 2022年07月 - 子会社の株式会社マーキュリーが新サービス「CoinTradeStake（コイントレードステーク）」を開始[17]
- 2022年09月 - ポイントサイト「モッピー」会員ランク制度スタート
- 2022年12月 - 子会社「ラボル」オリエントコーポレーションと事業提携、フリーランス向けカード決済サービス「labol（ラボル）カード払い」開始
- 2023年11月 - 株式会社アプラスの提供する「BANKIT」を活用したポイント決済サービス「モッピーPay」開始[18][19]
- 2023年12月 - オンラインピル診療の福利厚生サービス「エニピルforキャリア」開始[20]
- 2023年12月 - ファンドの運営管理を行う子会社株式会社アポロ・キャピタル設立[21]
- 2024年3月 - 本社を東京都渋谷区渋谷区桜丘へ移転
- 2024年3月 - 子会社の株式会社マーキュリーが新サービス「CoinTradeLending（コイントレードレンディング）」を開始[22]

## 主な事業（サービス名）

### モバイルサービス事業
- ポイントサイト「モッピー」

　　-2005年の創業時より運営されるポイントサイト。会員数は1,200万人（2024年4月時点）を抱え、ポイントサイトとしては国内最大級の規模を誇る。当初はガラケーでのサービス提供を行っていたが、2011年に現行のスマートフォン向けサービスを開始する。会員が獲得したポイントは1ポイント＝1円のレートにて銀行振込、電子マネー、ギフト券、マイル、他社ポイント、仮想通貨への交換が可能な他に、ポイント決済サービス「モッピーPay」で利用することも可能である。
- アフィリエイト・プログラム「AD.TRACK」

　　-無料で利用できるアフィリエイトプログラム。豊富な広告プログラムの中からサイトにマッチした広告が簡単に探せるサービス。
- コミック閲覧サイト「チケコミ」

　　-フリーミアムモデルのコミックサイト。基本無料でコミックの閲覧が可能で、課金や広告を閲覧することで続きが読めるサービス。
- ゲームアプリ比較サイト「LookApp」

　　-ゲームアプリ比較サイト。ランキング形式でスマートフォンゲームアプリを紹介している。
　　 2022年3月 株式会社メディアーノへ譲渡
- 不動産情報サイト「Oh!Ya」

　　-投資マンションを中心とした不動産情報を提供するポータルサイト。不動産投資初心者向けの運営ノウハウの掲載や、資料請求が可能。
- 注文住宅比較・検討ポータルサイト「持ち家計画」

　　-注文住宅を検討するユーザー向けのポータルサイト。注文住宅に関する情報提供やハウスメーカー、工務店への資料請求などが可能。
- 不動産情報サイト「Oh!Ya」

- 不動産売却金額の一括査定サービス「持ち家売却」[26]

　　-マンション・戸建て・土地などを最短60秒で複数の不動産会社に一括査定依頼できるサービス
- ゆめみ

　　-スマートフォンアプリやWebサイトを中心に020・IoT関連サービスを企画・開発・運用する受託開発ベンチャー。幅広い業界におけるDX（デジタルトランスフォーメーション）を実現
- studio15

　　- TikTokの公認MCN（マルチチャンネルネットワーク）。TikTokを中心にショート動画（縦型短尺動画）の企画・制作からプロモーションまでもワンストップで提供。
- ディアナ

　　- 「ÉTOILE BEAUTÉ（エトワールボーテ）」をはじめとする自社オリジナル化粧品の開発・製造・販売。
- バッカス

　　- 健康食品等の製品開発や製造・販売までワンストップでサービスを提供。
- サルース

　　- 医師からの診察、処方、薬の受け取りまでを完結させることができるピルのオンライン診療サービス「エニピル」を提供。

### フィナンシャルサービス事業

#### 暗号資産・ブロックチェーン事業
- CoinTrade
-子会社マーキュリーが運営する暗号資産販売所
2022年7月28日 ステーキングサービス「CoinTradeStake（コイントレードステーク）」を開始。
2024年7月3日レンディングサービス「CoinTrade Lending（コイントレードレンディング）」を開始[27]

- ビットバンク
-国内最大規模の暗号資産取引所「bitbank.cc」、公式オウンドメディア「ビットバンク プラス」を運営。

- ビットコインを活用した海外携帯電話用SIM向け入金サービス「Sobit」
-仮想通貨ビットコインを使い、海外の通信会社が運営するプリペイド式携帯電話へ入金（チャージ）ができる、ビットコイン海外送金サービス。

#### オンラインファクタリング事業
- labol（ラボル）（旧：nugget）

　　-フリーランスや個人事業主向けのWebで完結できる請求書買い取りファクタリングサービス。
　　 2022年12月8日 フリーランス向けカード決済サービス「labol（ラボル）カード払い」を開始。
　　 2023年9月19日 「ラボル（labol）カード払い」法人向け新機能をリリース。
- 事業者向け資金調達情報サイト「資金調達プロ」

　　-事業者向けの資金調達情報を提供するポータルサイト

### 終了したサービス
- ポイントサイト「モバトク」

　　-2013年に譲受したポイントサイト。会員数は120万人（2018年12月時点）。換金レートは10P＝1円で各種サービスとの交換が可能。なお、2018年12月20日をもってモッピーへ統合されることに伴い、サービス終了。
- ポイントサイト「お財布.com」

　　-2015年に譲受したポイントサイト。会員数は61万人（2019年3月末時点）。会員が獲得したポイントの交換先は22種類（2019年6月時点）あり、基本的に1コイン＝1円のレートにて各種サービスとの交換が可能。なお、2020年1月末をもってモッピーへ統合されることに伴い、サービス終了。
- ツイッター連携ビットコイン送金サービス「Coin Tip」

　　-Twitterで気軽に少額のビットコインをチップ（投げ銭）できるビットコイン送金サービス。なお「暗号資産カストディ業務に対する規制」に伴い、2020年4月30日にサービスを終了した。
- スマートウォッチ向け文字盤デザイン「WATCHFACES（ウォッチフェイス）」
- アルバイト求人サイト「モッピーバイト」

　　-2011年5月よりサービス開始の採用課金型アルバイト求人サイト。モッピーバイトを経由し応募から採用に至った場合、アルバイト求職者にお祝いポイント（モッピーポイント）が付与され、広告主はアルバイト採用が決定した時点ではじめて広告料金が発生する採用課金型のサービスとなる。2021年12月に株式会社アドヴァンテージへ譲渡。

## 投資育成事業における主な投資先
- 株式会社バリューデザイン
- 株式会社Amazia
- コインチェック株式会社（株式譲渡済）[28]
- 株式会社BrainCat（株式譲渡済）[29]
- 株式会社orb[30]
- アイティリアライズ株式会社
- Breadwinner AG
- シビラ株式会社[31]
- フレセッツ株式会社[32]
- 株式会社CAMPFIRE[33]
- 株式会社GINKAN[34]
- 株式会社スマートアプリ[35]
- 株式会社Xtheta（株式譲渡済）
- quatre株式会社
- 株式会社コミュニティオ[36]
- 株式会社PETOKOTO（旧株式会社シロップ）[37]
- DINETTE株式会社[38]
- 株式会社Waqoo
- 株式会社Crunch Style（現在のユーザーライク株式会社）[39]
- POST COFFEE株式会社[40]
- 株式会社フリックフィット
- Pantera Capital[41]
- 株式会社トリドリ
- 株式会社東京通信
- 株式会社Link-U
- アディッシュ株式会社
- ZEROUM株式会社[42]
- 株式会社1SEC[43]
- 株式会社インフキュリオン
- 株式会社CotoLab.[44]
- 株式会社GOOD VIBES ONLY[45]
- イークラウド株式会社[46]
- jig.jp[47]
- Hashport[48]
- IPFS infinite[49]
- SOUNDRAW[50]
- Audiostock[51]
- BUNZZ[52]
- Baby Jam[53]
- indent[54]

## 加盟団体
- 一般社団法人日本ベンチャーキャピタル協会
- 日本気候リーダーズ・パートナーシップ（JCLP）
- 再エネ100宣言 RE Action
- TCFDコンソーシアム
- 一般社団法人日本IR協議会